# Bob Said
Boris Robert „Bob“ Said junior (* 5. Mai 1932 in New York City; † 24. März 2002 in Los Angeles) war ein US-amerikanischer Automobilrenn- und Bobfahrer.

## Karriere
Bob Said, der Sohn syrisch-russischer Einwanderer, war der erste Amerikaner, der nach dem Zweiten Weltkrieg ein Autorennen in Europa gewinnen konnte. Said, der in den USA schon einige Erfolge bei Sportwagenrennen erzielt hatte, siegte 1953 auf einem OSCA beim Rundstreckenrennen in Rouen. 1954 wurde er Werksfahrer bei Ferrari. Die Scuderia setzte ihn aber nur bei Sportwagenveranstaltungen ein. Er wurde Zweiter beim Großen Preis von Bari und bei der Trullo d’Oro.
Nach zwei Jahren Abwesenheit, die er mit Börsenspekulationen verbrachte, kehrte er 1957 an die Rennstrecken zurück und gewann seine Klasse beim Rennen in Nassau. Wieder steuerte er einen Ferrari-Sportwagen. 1959 bestritt er für Connaught den Großen Preis der USA in Sebring. Said fuhr den C Type und schied schon in der ersten Runde nach einem Dreher aus. Said fuhr Autorennen bis Ende 1962, allerdings wurden die Veranstaltungen, an denen er teilnahm, immer kleiner. 1963 borgte er sich 2600 Dollar, um damit erneut zu spekulieren. Binnen zwei Jahren hatte er über eine Million Dollar verdient und war ein gemachter Mann.
In seiner Freizeit suchte sich Said eine neue Beschäftigung. Er wurde Bobfahrer und nahm an den Olympischen Winterspielen 1968 und 1972 teil. 1968 belegte er im Viererbob den 10., 1972 im Vierer den 14. und im Zweierbob den 19. Platz.
In den 1990er Jahren begann Said junior einige unabhängige Filme zu produzieren. Sein Sohn Boris Said III folgte den Fußstapfen seines Vaters und war in den USA ein bekannter NASCAR- und Sportwagen-Pilot.

## Statistik

### Statistik in der Formel 1

#### Gesamtübersicht
| Saison | Team                      | Chassis          | Motor       | Rennen | Siege | Zweiter | Dritter | Poles | schn. Rennrunden | Punkte | WM-Pos. |
| ------ | ------------------------- | ---------------- | ----------- | ------ | ----- | ------- | ------- | ----- | ---------------- | ------ | ------- |
| 1959   | Connaught Cars-Paul Emery | Connaught Type C | Alta 2.5 L4 | 1      | −     | −       | −       | −     | −                | −      | NC      |
| Gesamt | Gesamt                    | Gesamt           | Gesamt      | 1      | −     | −       | −       | −     | −                | −      |         |

#### Einzelergebnisse
| Saison | 1 | 2 | 3 | 4 | 5 | 6 | 7 | 8   | 9 |
| ------ | - | - | - | - | - | - | - | --- | - |
| 1959   |   |   |   |   |   |   |   |     |   |
|        |   |   |   |   |   |   |   | DNF |   |

| Legende  | Legende            | Legende                                                          |
| Farbe    | Abkürzung          | Bedeutung                                                        |
| -------- | ------------------ | ---------------------------------------------------------------- |
| Gold     | –                  | Sieg                                                             |
| Silber   | –                  | 2. Platz                                                         |
| Bronze   | –                  | 3. Platz                                                         |
| Grün     | –                  | Platzierung in den Punkten                                       |
| Blau     | –                  | Klassifiziert außerhalb der Punkteränge                          |
| Violett  | DNF                | Rennen nicht beendet (did not finish)                            |
| Violett  | NC                 | nicht klassifiziert (not classified)                             |
| Rot      | DNQ                | nicht qualifiziert (did not qualify)                             |
| Rot      | DNPQ               | in Vorqualifikation gescheitert (did not pre-qualify)            |
| Schwarz  | DSQ                | disqualifiziert (disqualified)                                   |
| Weiß     | DNS                | nicht am Start (did not start)                                   |
| Weiß     | WD                 | zurückgezogen (withdrawn)                                        |
| Hellblau | PO                 | nur am Training teilgenommen (practiced only)                    |
| Hellblau | TD                 | Freitags-Testfahrer (test driver)                                |
| ohne     | DNP                | nicht am Training teilgenommen (did not practice)                |
| ohne     | INJ                | verletzt oder krank (injured)                                    |
| ohne     | EX                 | ausgeschlossen (excluded)                                        |
| ohne     | DNA                | nicht erschienen (did not arrive)                                |
| ohne     | C                  | Rennen abgesagt (cancelled)                                      |
| ohne     | keine WM-Teilnahme |                                                                  |
| sonstige | P/fett             | Pole-Position                                                    |
| sonstige | 1/2/3/4/5/6/7/8    | Punktplatzierung im Sprint-/Qualifikationsrennen                 |
| sonstige | SR/kursiv          | Schnellste Rennrunde                                             |
| sonstige | *                  | nicht im Ziel, aufgrund der zurückgelegten Distanz aber gewertet |
| sonstige | ()                 | Streichresultate                                                 |
| sonstige | unterstrichen      | Führender in der Gesamtwertung                                   |

### Sebring-Ergebnisse
| Jahr | Team                     | Fahrzeug                 | Teamkollege    | Teamkollege  | Platzierung | Ausfallgrund |
| ---- | ------------------------ | ------------------------ | -------------- | ------------ | ----------- | ------------ |
| 1953 | Wojciech Kloaczkowski    | Frazer Nash Mille Miglia | Philip Smyth   |              | Rang 14     |              |
| 1954 | George Moffett           | OSCA MT4 1450            | George Moffett |              | Rang 25     |              |
| 1955 | Ecurie Yankee            | Ferrari 750 Monza        | Masten Gregory |              | Ausfall     | Unfall       |
| 1958 | Scuderia Central America | Ferrari 500TRC           | Miguel Rivera  |              | Ausfall     | Bremsen      |
| 1966 | Tom Payne                | Shelby Cobra             | Ray Cuomo      | John Addison | Rang 15     |              |

### Einzelergebnisse in der Sportwagen-Weltmeisterschaft
| Saison | Team                                  | Rennwagen                    | 1   | 2   | 3   | 4   | 5   | 6   | 7   | 8   | 9   | 10  | 11  | 12  | 13  |
| ------ | ------------------------------------- | ---------------------------- | --- | --- | --- | --- | --- | --- | --- | --- | --- | --- | --- | --- | --- |
| 1953   | Wojciech Kloaczkowski                 | Frazer Nash Mille Miglia     | SEB | MIM | LEM | SPA | NÜR | RTT | CAP |     |     |     |     |     |     |
| 1953   | Wojciech Kloaczkowski                 | Frazer Nash Mille Miglia     | 14  |     |     |     |     |     |     |     |     |     |     |     |     |
| 1954   | Jack Frierson George Moffett Bob Said | Osca MT4 Ferrari 500 Mondial | BUA | SEB | MIM | LEM | RTT | CAP |     |     |     |     |     |     |     |
| 1954   | Jack Frierson George Moffett Bob Said | Osca MT4 Ferrari 500 Mondial | DNF | 25  |     |     | 9   |     |     |     |     |     |     |     |     |
| 1955   | Ecurie Yankee                         | Ferrari 750 Monza            | BUA | SEB | MIM | LEM | RTT | TAR |     |     |     |     |     |     |     |
| 1955   | Ecurie Yankee                         | Ferrari 750 Monza            | DNF |     |     |     |     |     |     |     |     |     |     |     |     |
| 1958   | Scuderia Central America              | Ferrari 500TRC               | BUA | SEB | TAR | NÜR | LEM | RTT |     |     |     |     |     |     |     |
| 1958   | Scuderia Central America              | Ferrari 500TRC               | DNF |     |     |     |     |     |     |     |     |     |     |     |     |
| 1966   | Tom Payne                             | Shelby Cobra                 | DAY | SEB | MON | TAR | SPA | NÜR | LEM | MUG | CCE | HOK | SIM | NÜR | ZEL |
| 1966   | Tom Payne                             | Shelby Cobra                 | 15  |     |     |     |     |     |     |     |     |     |     |     |     |